# سارگپه‌های عسلی
سارگپه‌های عسلی  یا سارگپه‌های عسل‌خوار (نام علمی: Pernis) یک سرده از پرندگان شکاری زیرخانواده سارگپه‌عسلیان است. نام سرده از واژه یونان باستان pernes(περνης) گرفته شده است، اصطلاحی که ارسطو برای یک پرنده شکاری به کار می‌برد.
از چهار گونه متوسط و پهن‌بال تشکیل شده است.
- سارگپه عسل‌خوار اروپایی
- سارگپه عسل‌خوار کاکلی
- سارگپه عسل‌خوار نواری
- سارگپه عسل‌خوار فیلیپینی(نام علمی: Pernis steerei)

آنها در آب و هوای معتدل و گرم‌تر جهان قدیم زادآوری می‌کنند و تغذیه کننده تخصصی لارو زنبور هستند. دو گونه معتدل، سارگپه عسلی اروپایی و کاکلی، مهاجر هستند.
آن‌ها در بیشه‌زار زادوولد می‌کنند، و اغلب غیرقابل توجه هستند، مگر در هنگام نمایش.
اعضای این سرده دارای پرهایی هستند که شبیه پرهای سارگپه معمولی جوان یا بازعقاب‌های کاکلی است. پیشنهاد شده است که این شباهت‌ها به عنوان یک حفاظت نسبی در برابر شکار شکارچیان بزرگتر مانند شهبازها به وجود آمده است، که ممکن است برای حمله به گونه‌ای که به نظر می‌رسد با نوک و چنگال قوی‌تر نسبت به سارگپه‌های عسلی واقعی بهتر حمایت‌شده است، محتاط باشد.

## گونه‌ها و زیرگونه‌ها
- سارگپه عسل‌خوار اروپایی، (همچنین به نام سارگپه عسلی اوراسیایی) - مهاجر: زادآور اروپا و غرب آسیا، زمستان‌گذران آفریقا
- سارگپه عسل‌خوار کاکلی، (که به آن سارگپه عسل‌خوار خاوری یا شرقی نیز گفته می‌شود).
  - P. p. orientalis – مهاجر: شمال آسیا در تابستان، هند به اندونزی و فیلیپین در زمستان
  - P. p. ruficollis - هند به هند و چین
  - P. p. torquatus - هند-مالایا، سوماترا، بورنئو
  - P. p. ptilorhynchus – جاوا
  - P. p. palawanensis – پالاوان
  - P. p. philippensis - فیلیپین
- سارگپه عسل‌خوار نواری
  - P.c. celebensis – سولاوسی (Celebes سابق)
- سارگپه عسل‌خوار فیلیپینی، Pernis steerei
  - P. s. winkleri – جزیره لوزون (در فیلیپین)
  - P. s. steerei - فیلیپین جنوبی

مقایسه توالی از یک بخش کوتاه از ژن cytb میتوکندری، گامولف و هرینگ پنج کلاد را یافتند:apivorus, steerei-winkleri, celebensis, philippensis-orientalis-ruficollis و torquatus-ptilorhynchus-palawanensis: آنها پیشنهاد کردند که گروه steerei-winkleri از گونه P. celebensis به گونه جدیدی به نام Pernis steerei تقسیم شود، اما احساس کردند که تقسیم Pernis ptilorhynchus با توجه به فقدان تفاوت‌های مورفولوژیکی، «پیش از موعد» خواهد بود.
با وجود نام «سارگپه عسل‌خوار کاکلی»، زیرگونه‌های P. p. orientalis , P. p. philippensis و P. p. palawanensis همه بدون کاکل هستند.